# Eugenio Colorni
Eugenio Colorni (Milano, 22 aprile 1909 – Roma, 30 maggio 1944) è stato un filosofo, politico e antifascista italiano.
Oltre che per le sue opere filosofiche, Colorni è noto come uno dei massimi promotori del federalismo europeo: mentre era confinato, in quanto socialista e antifascista, nell'isola di Ventotene, partecipò con Altiero Spinelli ed Ernesto Rossi, anch'essi lì confinati, alla scrittura del Manifesto per un’Europa libera e unita, che poi da quel luogo prese il nome.
In seguito, nella Roma occupata dai nazisti, curò l'introduzione e la pubblicazione clandestina di questo documento fondamentale per lo sviluppo dell'idea federalista europea.

## Biografia
Colorni nacque a Milano il 22 aprile del 1909 da una famiglia ebraica. Il padre, Alberto Colorni, era un commerciante originario di Mantova, mentre la madre, Clara Pontecorvo, milanese di famiglia pisana, era zia del fisico nucleare Bruno Pontecorvo, del regista Gillo, del genetista Guido e del giurista Tullio Ascarelli.
Si sposò con Ursula Hirschmann, un'ebrea tedesca, sorella dell'economista Albert O. Hirschmann, e da cui ebbe tre figlie: Silvia, Renata ed Eva Colorni.

### Formazione
Colorni frequentò il liceo ginnasio statale Alessandro Manzoni di Milano. Durante gli anni del liceo, si appassionò al Breviario di estetica di Benedetto Croce. La sua formazione adolescenziale - come raccontò egli stesso nella Malattia filosofica - fu influenzata dal rapporto intrattenuto con i cugini Enrico, Enzo Sereni ed Emilio Sereni, tutti più grandi di lui. Fu Enzo, che era un convinto socialista sionista, a esercitare su di lui una forte influenza ideale e religiosa, tanto da far avvicinare il quattordicenne Eugenio, seppur per breve tempo, al sionismo.
Nel 1926 si iscrisse presso la facoltà milanese di lettere e filosofia. Giuseppe Antonio Borgese e Piero Martinetti furono suoi insegnanti prediletti. Col secondo dei due si laureò in filosofia nel 1930, discutendo una tesi su Sviluppo e significato dell'individualismo leibniziano; a Leibniz dedicherà poi gran parte dei suoi studi.
Durante il periodo universitario, strinse amicizia con Guido Piovene, che sarà giornalista e scrittore, amicizia che però verrà interrotta nel 1931 per via di certi articoli anti-semitici scritti dallo stesso Piovene su L'Ambrosiano. In quel periodo, Colorni partecipò all'attività dei Gruppi goliardici per la libertà di Lelio Basso e Rodolfo Morandi.
Nel 1928, sotto lo pseudonimo di G. Rosenberg, pubblicò su Pietre, la rivista di Basso, un articolo sull'estetica di Roberto Ardigò. Nel 1930 si accostò alla divisione milanese del movimento antifascista Giustizia e Libertà; collaborò in seguito col nucleo giellista torinese, che fece capo prima a Leone Ginzburg e poi a Vittorio Foa.
Nel 1931 incontrò Benedetto Croce, con il quale discusse a lungo.
Nello stesso anno, compì un viaggio di studi in Germania, a Berlino, dove conobbe la futura compagna Ursula, che sposò nel 1935.
Dal 1931, cominciò a scrivere recensioni e articoli per Il Convegno, La Cultura, Civiltà Moderna, Solaria e la Rivista di filosofia di Martinetti. Nel 1932 pubblicò, presso la società editrice "La Cultura" di Milano, uno studio critico su L'estetica di Croce.
Tra il 1932 e il 1933, fu lettore d'italiano presso l'Università di Marburgo; con l'avvento del nazismo in Germania, fu costretto a tornare in Italia.
Nel 1933, conclusa la tesi di perfezionamento sulla filosofia giovanile di Leibniz, vinse il concorso per l'insegnamento di storia e filosofia nei licei; dopo una prima assegnazione al liceo Grattoni di Voghera, nel 1934 ottenne la cattedra di filosofia e pedagogia all'istituto magistrale "Giosuè Carducci" di Trieste; qui conobbe e frequentò, fra gli altri, Umberto Saba (ritratto poi in Un poeta) e anche Pier Antonio Quarantotti Gambini, Bruno Pincherle ed Eugenio Curiel.
Nel 1934, nella collana scolastica che Giovanni Gentile diresse per Sansoni, pubblicò una traduzione della Monadologia di Leibniz, preceduta da una lunga introduzione intitolata Esposizione antologica del sistema leibniziano. Come scrisse Eugenio Garin, «Leibniz lo costrinse ad affrontare studi di logica e di matematica, a rimettere in discussione il modo stesso di concepire la scienza, e i rapporti fra scienza e filosofia. [...] Ripartì da Kant e dalla problematica kantiana, e meditò sulle conseguenze che la fisica teorica e la psicanalisi potevano avere per la dissoluzione di impostazioni filosofiche tradizionali».
Quando, come si legge in Un poeta, Umberto Saba gli domanderà «Perché fa filosofia?», Colorni concluse: «Da quel giorno, io non faccio più filosofia», o come ebbe a dire lo stesso Garin, «In realtà non era la filosofia che rifiutava, ma un orientamento legato a quell'idealismo di cui erano seguaci [...] Croce come Gentile e Martinetti».

### Attività politica
A partire dal 1935, Colorni intensificò il proprio impegno politico contro il regime fascista.
Quando una riuscita operazione di polizia, nel maggio del 1935, portò all'arresto di quasi tutto il direttivo giellista torinese, prese contatto con il Centro interno socialista, costituito clandestinamente a Milano nell'estate del 1934 da Rodolfo Morandi, Lelio Basso, Lucio Mario Luzzatto, Bruno Maffi e altri, come organismo di collegamento dei socialisti in Italia.
Nell'aprile del 1937, dopo gli arresti di Luzzatto e Morandi, Colorni divenne, di fatto, il responsabile del Centro.
Nell'estate del 1937, in occasione del "IX Congresso internazionale di filosofia" di Parigi, ebbe modo d'incontrare di persona Carlo Rosselli, Angelo Tasca, Pietro Nenni e altri esponenti della direzione del PSI, del quale entrò poi a far parte, mantenendosi su un'originale posizione autonomista. Con vari pseudonimi, ma soprattutto con quello di Agostini, tra il 1936 e il 1937, pubblicò importanti articoli su Politica socialista e sul Nuovo Avanti.
L'8 settembre del 1938, all'inizio della campagna razziale promossa dal regime, fu arrestato dall'OVRA a Trieste, in quanto ebreo e antifascista militante, venendo pertanto rinchiuso nel carcere di Varese. I giornali pubblicarono la notizia con gran risalto, sottolineando che egli «di razza ebraica, manteneva rapporti di natura politica con altri ebrei residenti in Italia e all'estero»; in questa campagna giornalistica contro di lui si distinsero, con articoli di particolare livore antisemita, Il Piccolo di Trieste e il Corriere della Sera. La sottolineatura sul "complotto ebraico" serviva a giustificare la legislazione antisemita appena varata in Italia dal regime, per potersi così allineare alla linea politica seguita dagli alleati nazisti. Il Tribunale speciale non riuscì però a imbastire un formale processo nei suoi confronti. Venne quindi assegnato al confino per la durata massima, ovvero cinque anni.

### Il confino a Ventotene
Dal gennaio del 1939 all'ottobre del 1941, Colorni fu confinato nell'isola di Ventotene, dove proseguì i suoi studi filosofico-scientifici e discusse intensamente con gli altri compagni confinati, Ernesto Rossi, Manlio Rossi Doria e Altiero Spinelli: un'eco fedele di quelle discussioni si ritrova nei sette Dialoghi di Commodo, scritti in collaborazione con Spinelli e pubblicati postumi.
Risale a questo periodo la sua adesione alle idee federaliste europee propugnate da Spinelli e Rossi, con i quali, nel 1941, partecipò alla stesura del Manifesto per un’Europa libera e unita, meglio noto come Manifesto di Ventotene. Nel 1944, a Roma, nel mezzo della lotta partigiana, Colorni riuscì a pubblicare clandestinamente un volumetto dal titolo Problemi della Federazione Europea, che raccoglieva il Manifesto e altri scritti sul tema dello stesso Spinelli. Nella sua "Prefazione" al Manifesto, auspicò la nascita di una politica federalista europea di respiro universalista, come scenario democraticamente praticabile dopo la catastrofe della guerra. In tale ottica, la creazione di una federazione di Stati europei era da lui considerata come condizione indispensabile per un profondo rinnovamento sociale, anche per iniziativa popolare, che partendo dagli enti territoriali avrebbe coinvolto tutta l’Italia e, quindi, l’intera Europa.
Circa le dinamiche che portarono alla stesura del Manifesto, è generalmente ricondotto ai soli Spinelli e Rossi il contributo maggioritario del testo, sebbene, alcuni recenti studi storiografici, abbiano seriamente rivalutato il suo ruolo:
(Pietro S. Graglia.)
Nell'ottobre del 1941, grazie anche all'intervento di Giovanni Gentile, riuscì a essere trasferito a Melfi, in provincia di Potenza, dove, nonostante lo stretto controllo della polizia, riuscì ad avere contatti con alcuni degli antifascisti locali.
Nel 1942, assieme con Ludovico Geymonat, elaborò il progetto di una rivista di metodologia scientifica.

### La resistenza romana e l'assassinio
Il 6 maggio del 1943 riuscì a fuggire da Melfi, rifugiandosi a Roma, dove visse da latitante.
Dopo la caduta del fascismo, avvenuta il 25 luglio del 1943, si dedicò all'organizzazione del Partito Socialista Italiano di Unità Proletaria, nato nell'agosto dalla fusione del PSI col giovane gruppo del Movimento di Unità Proletaria.
Tra il 27 e il 28 agosto partecipò, assieme ad Altiero Spinelli, Ernesto Rossi, Ursula Hirschmann, Manlio Rossi Doria, Giorgio Braccialarghe e Vittorio Foa, in casa dello scienziato azionista Mario Alberto Rollier a Milano, alla riunione che diede vita al Movimento Federalista Europeo. Il movimento adottò come proprio programma il "Manifesto di Ventotene".
A seguito dell'8 settembre, svolse nella capitale un'intensissima attività nelle file della Resistenza: prese parte alla direzione del PSIUP e s'impegnò a fondo nella ricostruzione della Federazione Giovanile Socialista Italiana e nella formazione partigiana della prima brigata Matteotti.
(Matteo Matteotti)
Fu redattore capo dell'Avanti! clandestino; così Sandro Pertini ricordò il suo impegno per la stampa del giornale socialista:
Il 22 gennaio del 1944, nella Roma occupata dalle forze naziste, in una tipografia nascosta di Monte Mario, fece stampare 500 copie di un libriccino di 125 pagine intitolato Problemi della Federazione Europea, contenente il "Manifesto di Ventotene".
Il 28 maggio del 1944, pochi giorni prima della liberazione della capitale, venne fermato in via Livorno, a poca distanza da piazza Bologna, da una pattuglia di militi fascisti della famigerata banda Koch: tentò di fuggire, ma fu raggiunto e ferito gravemente da tre colpi di pistola. Trasportato all'Ospedale San Giovanni, morì il 30 maggio, a soli 35 anni, sotto la falsa identità di Franco Tanzi.
Nel 1946 gli fu conferita la medaglia d'oro al valor militare alla memoria.
È sepolto al cimitero monumentale di Milano, nella tomba di famiglia.

## Commemorazioni
Nel 2014, in occasione del 70º anniversario della morte, il Comune di Melfi, la locale Sezione ANPI e l'Associazione "Francesco Saverio Nitti" hanno celebrato la Festa della Liberazione dedicando la ricorrenza del 25 aprile al ricordo della figura e dell'opera di Eugenio Colorni.
In via Livorno a Roma, luogo dove Colorni venne ferito a morte, una lapide commemora l'accaduto.

## Opere
- Scritti, a cura di Norberto Bobbio, la Nuova Italia, Firenze, 1975
- Il coraggio dell'innocenza, a cura di Luca Meldolesi, La Città del Sole (Istituto Italiano per gli Studi Filosofici), Napoli, 1998
- Un poeta e altri racconti, con prefazione di Claudio Magris, Il Melangolo, Genova, 2002
- La malattia della metafisica. Scritti filosofici e autobiografici, a cura di Geri Cerchiai, Einaudi, Torino, 2009
- Microfondamenta. Passi scelti dell'epistolario, a cura di Luca Meldolesi, Rubbettino, Soveria Mannelli, 2016.
- La scoperta del possibile. Scritti politici, a cura di Luca Meldolesi, Rubbettino, Soveria Mannelli, 2017.